# Wusterwitz (stacja kolejowa)
Wusterwitz (niem. Bahnhof Wusterwitz) – przystanek osobowy w Wusterwitz, w kraju związkowym Brandenburgia, w Niemczech. Jest stacją tranzytową na linii kolejowej Berlin – Magdeburg. Przez kilkadziesiąt lat stacja Wusterwitz była stacją węzłową z nieużywaną linią kolejową Wusterwitz – Görzke. Główny budynek dworca i niektóre budynki gospodarcze są chronione prawnie jako zabytek architektury. Według DB Station&Service ma kategorię 6.

## Linie kolejowe
- Linia Berlin – Magdeburg
- Linia Wusterwitz – Görzke – linia zlikwidowana